# Вайцзеккер, Эрнст фон
Эрнст фон Вайцзеккер (нем. Ernst von Weizsäcker; 25 мая 1882, Штутгарт, Германия — 4 августа 1951, Линдау, ФРГ) — германский дипломат и государственный деятель, бригадефюрер СС.

## Биография

### Ранние годы и военная карьера
Отец Эрнста, Карл фон Вайцзеккер (1853—1926), был премьер-министром королевства Вюртемберг. Позднее в 1916 году его семья получила наследственный баронский титул.
Окончив среднюю школу, 7 апреля 1900 года он поступил на службу в Императорский флот в качестве мичмана. За время своего 42-месячного обучения он побывал в Японии, России, Бирме, Индонезии, Китае, Таиланде и Индии. В 1903 году в Китае вместе с Вернером фон Рейнбабеном (1878—1975), и сыном императора Вильгельма II, принцем Адальбертом (1884—1948), он посетил Запретный город в Пекине, по поручению кайзера. Здесь ему довелось встретиться с вдовствующей императрицей Китая Цыси. За этим последовало повышение до лейтенант-коммандера в 1905 году и перевод в команду по испытанию торпед. В 1908 году он был переведен вахтенным офицером на Линкор «Ганновер»  — флагман 1-й эскадры германского флота. В следующем году он был назначен первым флаг-лейтенантом Флота открытого моря на судне «Deutschland». Получив звание капитан-лейтенанта 6 сентября 1909 года, в 1912 году он поступил на службу в Военно-морской кабинет в Берлине, где работал в отделе «Орденов и почетных дворов».
В начале войны в 1914 году, Эрнст был назначен офицером штаба адмиралтейства.  В марте 1915 года он был назначен капитаном линейного корабля «Маркграф ». Дальнейшая деятельность продолжалась до января 1918 года, включая его участие в качестве второго флаг-офицера на борту флагманского корабля флота «Фридрих дер Гроссе» в Ютландском сражении в 1916 году. 17 сентября 1917 года он был награждён Железным крестом.  С января по август 1918 года он был штурманом на судне «Фон дер Танн». Затем он вернулся в Адмиралтейский штаб военно-морского командования под командованием адмирала Рейнхарда Шеера. В январе 1919 года он помог бежать Хорсту фон Пфлугк-Харттунгу (188—1967), причастному к убийству Карла Либкнехта.
Не имея никакого опыта работы в качестве атташе, Эрнст 5 июня 1919 года сменил военно-морского атташе в посольстве Германии в Гааге Эриха фон Мюллера (1877—1943). Когда в конце марта 1920 года все должности немецких атташе были упразднены, и он вернулся в Германию.
22 апреля 1921 года, он вышел в отставку капитаном 3 ранга.

### Дипломатическая карьера
1 апреля 1920 года его на испытательный срок взяло на работу Министерство иностранных дел в Берлине. Вскоре он стал там полноценным работником.
Хотя Эрнст фон Вайцзеккер, не имел необходимой квалификации для работы в Министерстве и не сдал дипломатическо-консульский экзамен, в первые годы Веймарской республики его уже направляли на выполнение ряда дипломатических задач. Причины этого можно объяснить, прежде всего, сложной кадровой ситуацией после падения империи. Так, в начале 1921 года Вайцзеккер был назначен консулом в Базеле. В конце 1924 года он переехал в Копенгаген в качестве советника посольства, а с февраля 1927 года работал в отделе разоружения Лиги наций. Затем последовали шесть месяцев работы в Берлине в комитете Рейхстага по иностранным делам. В начале 1928 года он взял на себя руководство департаментом по разоружению, а с июня 1931 года был назначен послом Германии в Осло. Эту должность он занимал до 1933 года.
В связи с действиями радикальных сил нового режима он выразил обеспокоенность тем, что «все развитие событий может выйти из-под контроля». Поэтому он видел свою задачу в оказании помощи и поддержки, чтобы второй этап «был конструктивным». С мая 1933 года он несколько раз командировался в Берлин и почти два месяца возглавлял отдел кадров Министерства иностранных дел.
После этого короткого периода представительства в Берлине, Эрнст фон Вайцзеккер в июле 1933 года был назначен послом в Берне, откуда дипломат 6 мая 1936 года написал в официальном качестве в Министерство иностранных дел, что он поддерживает экспатриацию Томаса Манна из-за «враждебной пропаганды против Рейха за рубежом», поскольку тот «явно занял позицию против Третьего Рейха и делал насмешливые замечания о терпении немецких властей по отношению к нему до того момента». Вскоре после его возвращения в Германию в середине 1936 года ему было поручено временное руководство Политическим отделом МИД Германии. Однако в начале марта 1937 года ему пришлось снова вернуться в Берн. Очевидно, по просьбе Гитлера 24 марта 1937 года Вайцзеккер был назначен министерским директором, а в апреле 1937 года он вернулся в Германию. Уже в то время он считался деятелем интеграции, пользовавшимся доверием далеко за пределами Министерства иностранных дел.
В начале 1938 года Иоахим фон Риббентроп занял пост министра иностранных дел. В начале марта Риббентроп спросил Вайцзеккера, готов ли тот стать его статс-секретарем. Он дал свое однозначное согласие, потому, что считал, что Риббентроп легко поддается влиянию. Вайцзеккер вступил в НСДАП 1 апреля 1938 года (членский номер 4 814 617).

Также по настоянию Риббентропа, Вайцзеккер был принят Гиммлером в качестве почетного оберфюрера СС. 20 апреля 1938 года подписал свидетельство о приеме и обязательстве в СС 23 апреля 1938 года,  (номер 293 291). Завершением этого национал-социалистического назначения стало его официальное приведение к присяге в качестве лидера СС при Адольфе Гитлере 9 ноября того же года.  После вступления в СС Вайцзеккер был зачислен в личный штаб Гиммлера.  30 января 1942 года стал бригадефюрером СС.

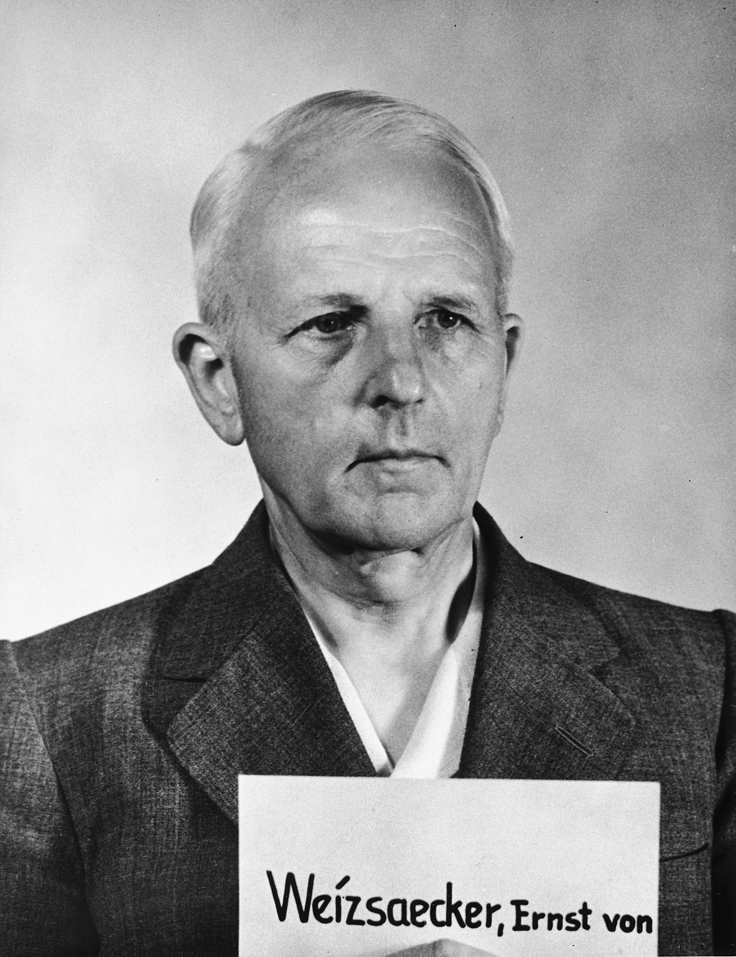
Эрнст фон Вайцзеккер, обвиняемый по делу Вильгельмштрассе

Согласно его собственным более поздним заявлениям, Эрнст фон Вайцзеккер занял пост статс-секретаря, поскольку надеялся, что сможет предотвратить войну, путем внешнеполитического противодействия вплоть до 1939 года. По его тогдашним взглядам, такое развитие событий поставило бы под угрозу существование Третьего рейха. 15 марта 1938 года он был в Вене на церемонии аншлюса Австрии, он оценил этот шаг, как «самый замечательный день с момента провозглашения империи»  в 1871 году. Он участвовал в заключении Мюнхенского соглашения. Он попытался предотвратить очевидные события дипломатическими средствами, но ему это не удалось. Он все больше осознавал свою беспомощность, поскольку Гитлер продолжал настаивать на создании Протектората Богемии и Моравии. Здесь он несколько раз пытался прояснить свою позицию, предлагая уйти в отставку, но затем успокаивал себя. В конце концов, он смирился с экспансией Германии. Новое противоречие с его стороны произошло, во время подготовки к войне против Польши. В это время он пытался использовать дипломатические каналы, чтобы убедить Великобританию и Италию занять более четкую позицию в отношении Германии, и подал в отставку. Однако Адольф Гитлер не удовлетворил его требование об отставке. Оставалось то, что, хотя ему было ясно, куда отныне будет двигаться Германия, Вайцзеккер в ближайшие годы ориентировался на идею «политического подъема могущества Германии».
Ещё в начале 1930-х годов и особенно с 1939 года Эрнст выступал против войны с Советским Союзом. Отношение Вайцзеккера к усиливающимся попыткам заставить евреев покинуть страну он выразил в разговоре с послом Швейцарии в Париже Вальтером Штуки, во время Хрустальной ночи в 1938 году:
«Примерно 500 000 евреев, все еще остающихся в Германии, должны быть определенно каким-то образом депортированы, потому что они не могут оставаться в Германии. Однако, если, как это было до сих пор, ни одна страна не будет готова принять их, рано или поздно их ждет полное уничтожение».
Незадолго до Ванзейской конференции, в которой принял участие его заместитель Мартин Лютер, Вайцзеккер был проинформирован о целях еврейской политики в Третьем рейхе. В марте и июне 1942 года он был проинформирован в письменной форме Францем Радемахером, главой «еврейского отдела» в Министерстве иностранных дел. С 30 января 1942 года по 9 ноября 1944 года входил в состав штаба рейхсфюрера СС.
В марте 1943 года, ему пришлось уйти в отставку. 24 июня 1943 года, ввиду надвигающегося поражения, он сам, по собственной просьбе, был назначен послом Германии при Святом Престоле в Риме. После освобождения Рима союзниками в июне 1944 года посольство Германии было переведено в Ватикан, где Вайцзеккер скрывался до августа 1946 года.

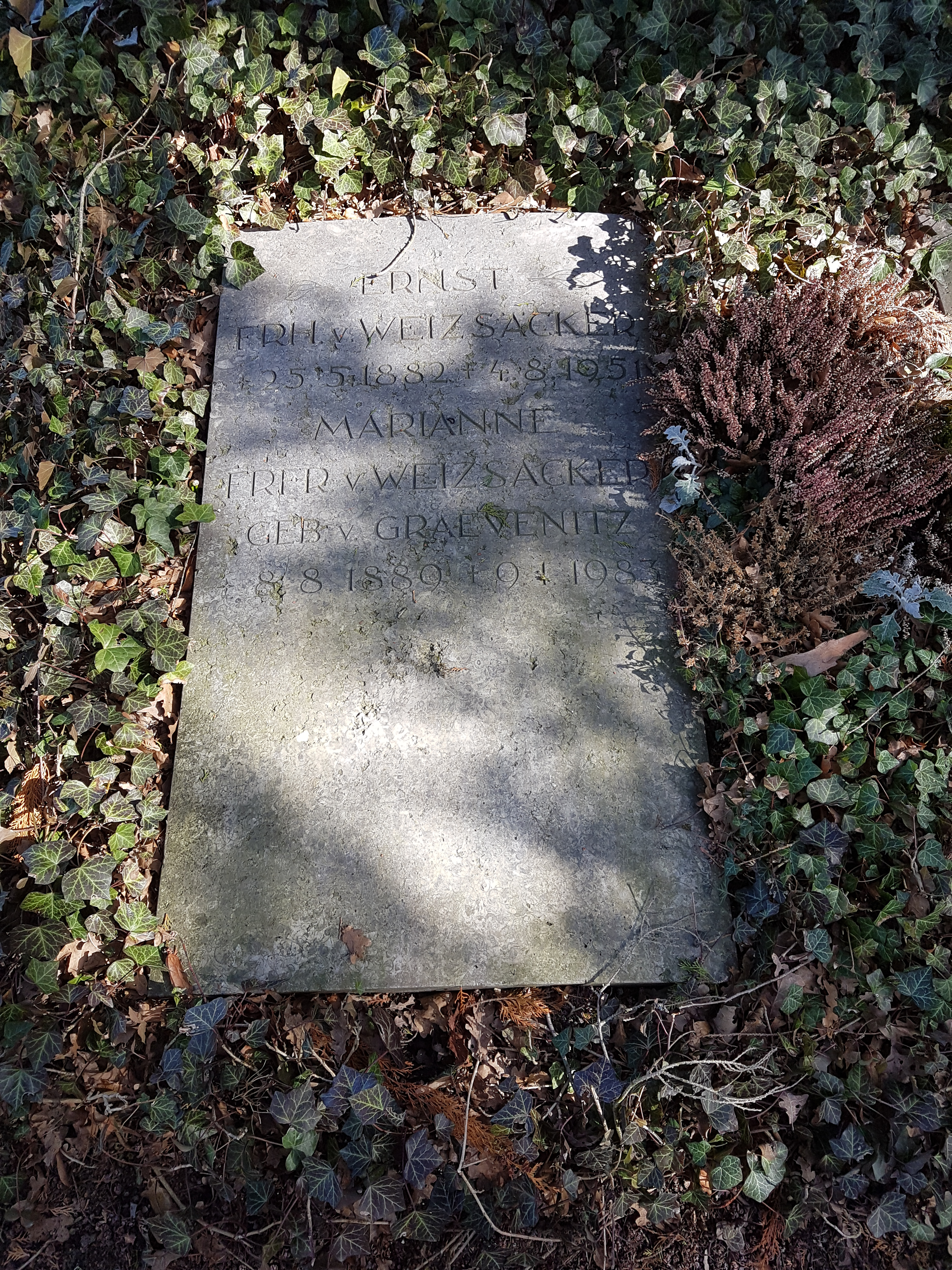
Могила Эрнста фон Вайцзеккера

### Дальнейшая жизнь и смерть
Эрнст фон Вайцзеккер сначала добровольно отправился в Нюрнберг, с заверениями Франции в качестве свободного свидетеля. Там, в июле 1947 года Вайцзеккер был арестован в связи с делом против бывших имперских министров «Вильгельмштрассе» (см. Последующие Нюрнбергские процессы). Он был обвинён в участии в массовой депортации французских евреев. Несмотря на то, что Вайцзеккер не считал себя виновным, 14 апреля 1949 года он был приговорён к семи годам заключения (позднее срок был сокращён до пяти лет), за активное участие в депортации французских евреев в Освенцим и, таким образом, за преступление против человечности. Его защитниками были Хельмут Беккер и Уоррен Маги. Однако на момент вынесения решения Суд не имел в своем распоряжении всех известных на сегодняшний день документов. Сын Эрнста, Рихард предстал перед судом вместе с Сигизмундом фон Брауном, в качестве помощника адвоката и, как было принято в то время, отстаивали полную неосведомленность и невиновность своего отца. Позднее он всегда называл этот приговор «исторически и морально несправедливым». Йошка Фишер, министр иностранных дел с 1998 по 2005 год, создал в 2005 году независимую комиссию историков. Один из ее членов, историк Норберт Фрай, заявил в 2010 году, что  результаты стали «концом легенды Вайцзеккера».

Его стратегия, заключавшаяся в том, что он узнал о лагерях смерти только после войны и не понимал вводящей в заблуждение терминологии «окончательного решения еврейского вопроса» и «рабочей дислокации на Востоке», использовалась в то время большинством сотрудников Министерства иностранных дел. Однако имеются доказательства его осведомленности о преступных действиях нацистского государства против евреев, например, конспекты лекций от 10 декабря 1941 года заместителя государственного секретаря Лютера, участника Ванзейской конференции. Вайцзеккер принял это к сведению и подписал. В разделе «Иудаизм» отчета можно найти следующее:
«В рейхскомиссариате Остланд […] была начата операция по аресту всех евреев […], […] около 2000 […]. Евреи мужского пола старше 16 лет были казнены, за исключением врачей и еврейских старейшин […]. На Украине в ответ на поджоги в Киеве в конце сентября были арестованы и уничтожены все евреи. Всего было казнено более 33 000 евреев . В Житомире было расстреляно более 3000 евреев, чтобы не допустить их подстрекательства к саботажу. В районе к востоку от Днепра было расстреляно около 5000 евреев».
К письму был приложен отчет о деятельности и обстановке № 6 оперативных групп . Там можно найти следующий отрывок:
«Решением еврейского вопроса энергично занялись оперативные группы полиции безопасности и СД , особенно в районе к востоку от Днепра . Комнаты, вновь занятые коммандос, были освобождены от евреев . «4891 еврей был ликвидирован».
В 1950 году Вайцзеккер опубликовал мемуары, написанные в тюрьме, в которых он попытался оправдать свою роль в эпоху нацизма и изобразить себя, как человека который сопротивлялся нацизму. 16 октября того года, Вайцзеккер был освобождён после объявления всеобщей амнистии. После освобождения из тюрьмы опубликовал свои воспоминания.
Умер Эрнст фон Вайцзекер 4 августа 1951 года в Линдау.

## Брак и дети
В 1911 году Эрнст женился на Марианне фон Гревениц (1889—1983). Она была дочерью генерала Фридриха фон Гревеница, генерал-адъютанта короля Вюртемберга Вильгельма II (1848—1921). В браке родилось пятеро детей:
- Карл Фридрих (28 июня 1912 — 28 апреля 2007), немецкий физик и философ.
- Эрнст Виктор (24 января 1915 — 3 февраля 1915), умер в младенчестве.
- Адельгейда (7 апреля 1916 — 26 ноября 2004), была замужем за Бото Эрнст цу Эйленбург (1903—1944). У них родились 2 дочери: Хайльвига (1939—1975) и Аполония (род. 1944).
- Генрих (2 августа 1917 — 2 сентября 1939), погиб во время вторжения Германии в Польшу неподалёку от своего брата Рихарда, который его позже похоронил.[13]
- Рихард (15 апреля 1920 — 31 января 2015), немецкий политик. Президент ФРГ в 1984—1994 годах.